# 醜奴兒 (專輯)
《醜奴兒》（英語：The Servile）是臺灣獨立搖滾樂團草東沒有派對的首張錄音室專輯，2016年2月19日用于The Orchard和Bandcamp發行數位專輯，3月11日發行實体專輯。最初发行的2000张实体唱片均为手工制作，仅在台湾11家咖啡馆及独立唱片行发售，并在三天内售罄。
专辑由製作人李孝祖與乐队成員共同制作，曲风以油渍摇滚为主，融合了后摇、金属、朋克、數學搖滾、电子舞曲、情绪摇滚等风格以及受电子舞曲乐队两门剧院乐队影响的传统摇滚架构，在專輯聲響中保留良好的動態，使聲音的情緒感更加充沛。歌词大多以年轻人的视角去表达对社会不公的批判，对未来的迷茫与自己的矛盾心理，引起了年轻人的共鸣，因此被乐评人贴上“鲁蛇世代”、“丧文化”代表的标签。
此专辑的发布，引起了台湾乐坛的轰动，草东没有派对也成为台湾独立音乐圈不可忽视的黑马。5月21日，乐队开始了第一次专辑巡演“不都妈生的2.0”，门票在十分钟内被抢空。随着巡演消息发布的还有鼓手刘立因专注导演事业退团，新鼓手换为凡凡（蔡憶凡）。同年10月15日，草东在脸书宣布将进行“滔滔丙申年冬巡回”，大陆、台湾及北美场皆在短时间内售罄。草東沒有派對以此張專輯入圍包括第28屆金曲獎、第7届金音奖、第12届KKBOX风云榜与首届唱工委音乐奖等多项音乐奖项，其中专辑在第28届金曲奖的表现尤为耀眼，共入围6项，获奖3项，成为媒体公认的“最大赢家”。評審主席黃韻玲表示：「他們是悶世代的爆發。音樂給人太大的衝擊，打破大家對於聽覺的想法。」

## 背景与制作

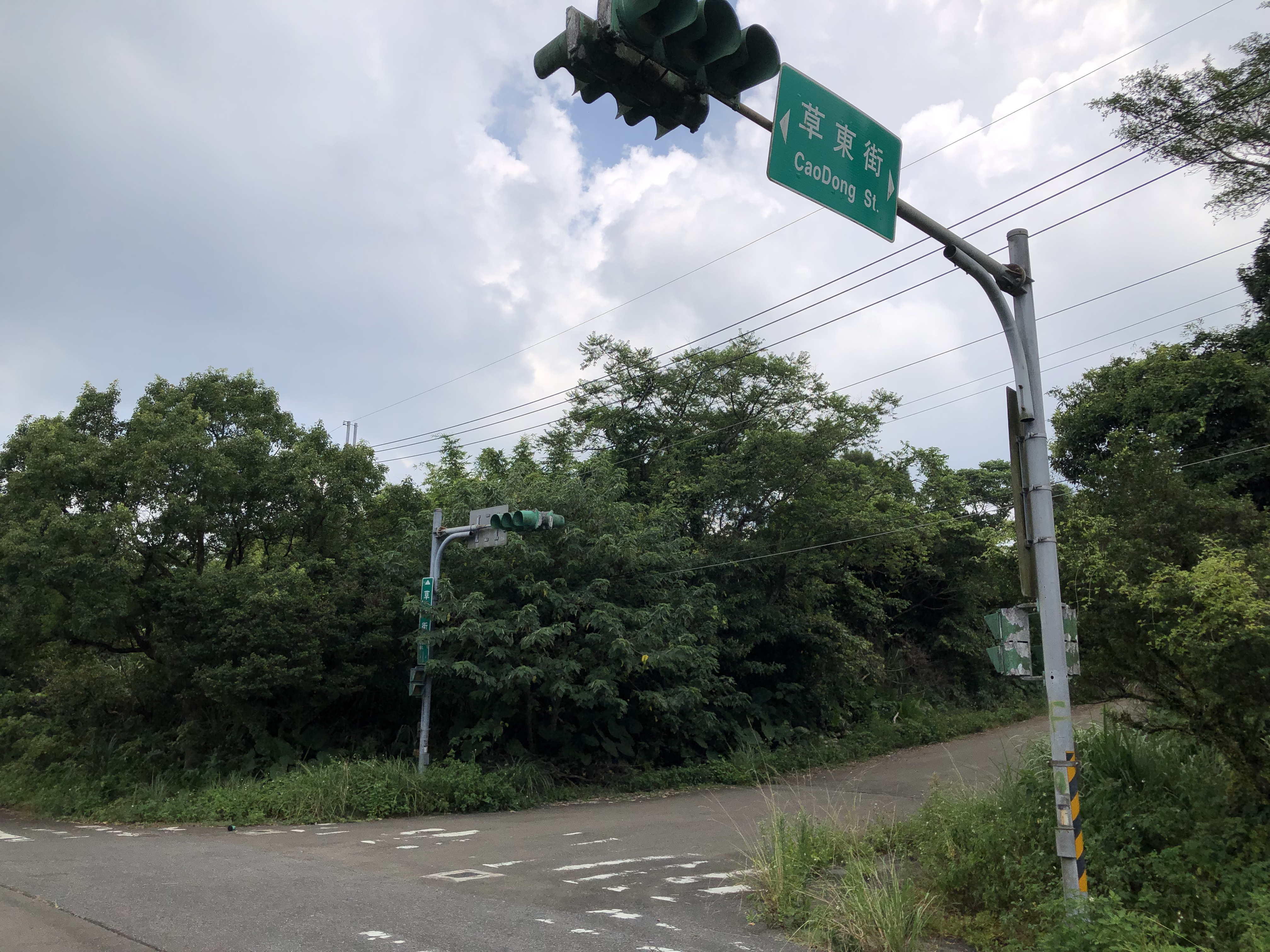
位于阳明山脚下的草东街是“草东没有派对”团名的来源，也是成员汲取灵感的地方

2012年，同为高中同学并且同样爱好摇滚乐的巫堵（林耕佑）与已休学一年的筑筑（詹为筑）在草东街偶然重遇，此后他们经常在草东街讨论摇滚乐，并在此建立了乐团，命名为“草东街左转”，后改为“草东街派对”，巫堵担任主唱兼节奏吉他手，筑筑担任主音吉他手。后因乐队成员的几次变更，便将团名改为“草东没有派对”。
2014年，草东没有派对在YouTube与街聲发布了五十、老张、丑等作品，引起乐迷关注。2014年，在贝斯手郑敬儒（现deca joins吉他手兼主唱）因被征召服兵役而离团后，乐队停摆一年。在乐队长达一年的停摆期间，乐队成员开始转变态度并认真创作，曲风也从原受两门剧院乐队影响颇深的电子舞曲转变为类似涅槃乐队的油渍摇滚。直到巫堵从国立台北艺术大学“摇滚研究社”邀请新贝斯手世暄（杨世暄）与鼓手刘立（刘承杰）加入乐团，筑筑找来高中同学赵若君做乐队经纪人。至此，乐队阵容便稳定了下来。与此同时，独立制作人李孝祖经朋友介绍听了乐队的几首歌曲后，决定与乐队合伙制作他们的手工同名EP草东没有派对。阵容稳定后，2015年5月20日，草东带着第一场大型音乐会“不都妈生的”作为复出首场，并且在巡演过程中售卖他们的EP，从9月份开始，乐队巡演开始变得一票难求，100张限量EP也被抢空，收录在EP中的作品陆续被乐迷上传至YouTube，其中大风吹在不到半年时间内突破九万五千次点击量，并在一年内突破五十万点击量。
2015年11月，在申请获得了中华民国文化部三十万新台币的“硬地樂團專輯錄製補助”后，草东没有派对与李孝祖合作，开始在李孝祖创办的“好意思录音室”开始录制新专辑，并在12月接受媒体采访时宣布新专辑的名字为《丑奴儿》。专辑名取自宋代词人辛弃疾的《丑奴儿·书博山道中壁》之词牌名“丑奴儿”，用词中名句暗中自嘲乐队“少年不识愁滋味”“为赋新词强说愁”。专辑录制工作基本结束。经过混音师Andy Baker的混音工作与Joel Hatstat负责母带后制后，专辑制作完成。

## 歌曲和主题
全专辑词曲在专辑文案中由草东没有派对成员集体创作，但歌词主要为巫堵所创。
第一首Intro是专辑的序曲，为纯器乐演奏。开场的Intro丑烂泥为一首组曲：丑

## 曲目
| 曲序     | 曲目                      | 备注                | 时长  |
| -------- | ------------------------- | ------------------- | ----- |
| 1.       | Intro                     | 純音樂              | 1:27  |
| 2.       | 醜（Grisly Me）           |                     | 1:58  |
| 3.       | 爛泥（Wimpish）           | 《麻醉風暴2》主題曲 | 2:30  |
| 4.       | 勇敢的人（The Reluctant） |                     | 3:41  |
| 5.       | 大風吹（Simon Says）      |                     | 3:56  |
| 6.       | 艾瑪（Emma）              |                     | 3:22  |
| 7.       | 等（Await）               |                     | 2:36  |
| 8.       | 鬼（The Specter）         |                     | 2:40  |
| 9.       | 在（Am for You）          |                     | 4:40  |
| 10.      | 山海（Wayfarer）          |                     | 4:11  |
| 11.      | 我們（Us）                |                     | 3:39  |
| 12.      | 情歌（Mottos, Bygones）   |                     | 4:17  |
| 总时长： | 总时长：                  | 总时长：            | 38:57 |

## 得獎紀錄
2016年第7屆金音獎(2016年10月29日)
| 年份 | 獎項             | 入圍者       | 入圍專輯/歌曲                                  | 結果 |
| ---- | ---------------- | ------------ | ---------------------------------------------- | ---- |
| 2016 | 最佳專輯獎       | 草東沒有派對 | 《醜奴兒》                                     | 提名 |
| 2016 | 最佳樂團獎       | 草東沒有派對 | 《醜奴兒》                                     | 獲獎 |
| 2016 | 最佳新人（團）獎 | 草東沒有派對 | 《醜奴兒》                                     | 獲獎 |
| 2016 | 最佳現場演出獎   | 草東沒有派對 | 《草東沒有派對 《醜奴兒》 專輯巡迴最終加演場》 | 提名 |
| 2016 | 最佳搖滾專輯獎   | 草東沒有派對 | 《醜奴兒》                                     | 提名 |
| 2016 | 最佳搖滾單曲獎   | 草東沒有派對 | 《大風吹》                                     | 獲獎 |

2016年度 中華音樂人交流協會 十大單曲暨專輯(2017年6月22日)
| 年份                                | 獎項       | 入圍者 | 結果 |
| ----------------------------------- | ---------- | ------ | ---- |
| 2017                                |            |        |      |
| 中華音樂人交流協會 2016年度十大專輯 | 《醜奴兒》 | 獲獎   |      |
| 中華音樂人交流協會 2016年度十大單曲 | 〈大風吹〉 | 獲獎   |      |

2017年第28屆金曲獎(2017年6月24日)
| 年份 | 獎項         | 入圍者       | 入圍專輯/歌曲 | 結果 |
| ---- | ------------ | ------------ | ------------- | ---- |
| 2017 | 年度專輯獎   | 草東沒有派對 | 《醜奴兒》    | 提名 |
| 2017 | 年度歌曲獎   | 草東沒有派對 | 〈大風吹〉    | 獲獎 |
| 2017 | 最佳作曲人獎 | 草東沒有派對 | 〈大風吹〉    | 提名 |
| 2017 | 最佳作詞人獎 | 草東沒有派對 | 〈爛泥〉      | 提名 |
| 2017 | 最佳新人獎   | 草東沒有派對 | 《醜奴兒》    | 獲獎 |
| 2017 | 最佳樂團獎   | 草東沒有派對 | 《醜奴兒》    | 獲獎 |

 第十二屆KKBOX數位音樂風雲榜 
| 年份 | 獎項               | 入圍者       | 入圍專輯/歌曲 | 結果 |
| ---- | ------------------ | ------------ | ------------- | ---- |
| 2017 | 年度独立创作精神奖 | 草东没有派对 | 《丑奴儿》    | 獲獎 |

首届唱工委音乐奖
| 年份 | 獎項         | 入圍者       | 入圍專輯/歌曲 | 結果 |
| ---- | ------------ | ------------ | ------------- | ---- |
| 2017 | 年度摇滚专辑 | 草东没有派对 | 《丑奴儿》    | 獲獎 |
| 2017 | 年度摇滚演唱 | 草东没有派对 | 《丑奴儿》    | 獲獎 |
| 2017 | 年度专辑     | 草东没有派对 | 《丑奴儿》    | 提名 |
| 2017 | 年度歌曲     | 草东没有派对 | 《大风吹》    | 提名 |
| 2017 | 年度乐队     | 草东没有派对 | 《丑奴儿》    | 提名 |
| 2017 | 年度作曲     | 草东没有派对 | 《大风吹》    | 提名 |
| 2017 | 年度编曲     | 草东没有派对 | 《大风吹》    | 提名 |
| 2017 | 年度作词     | 草东没有派对 | 《大风吹》    | 提名 |
| 2017 | 年度新人     | 草东没有派对 | 《丑奴儿》    | 提名 |
| 2017 | 年度封面设计 | 石皮有限公司 | 《丑奴儿》    | 提名 |